# Tyron Proctor
Tyron Brian Proctor, także Ty Proctor (ur. 27 lutego 1987 w Longwarry) – australijski żużlowiec.

## Życiorys
Srebrny medalista młodzieżowych indywidualnych mistrzostw Australii (Mildura 2008). Finalista drużynowych mistrzostw świata juniorów (Holsted 2008 – IV miejsce). Dwukrotny mistrz stanu Wiktoria (2009/10, 2010/11). Wielokrotny finalista indywidualnych mistrzostw Australii (najlepszy wynik: Indywidualne Mistrzostwa Australii na Żużlu 2010 – VI miejsce). 
W lidze polskiej reprezentant klubów: PSŻ Lechma Poznań (2010), Lubelski Węgiel KMŻ Lublin (2011) oraz Betard Sparta Wrocław (2012). W lidze brytyjskiej startował w barwach klubów z Redcar (2008–2009), Peterborough (2008), Belle Vue (2008), Wolverhampton (2008-2014) oraz Plymouth (2013). W 2009 r. zdobył tytuł drużynowego mistrza Wielkiej Brytanii.